# Bibelns äventyr
Bibelns äventyr (engelska: The Greatest Adventure: Stories from the Bible) är en amerikansk animerad TV-serie, utgiven direkt till video.

## Handling
Tre unga arkeologer som heter Johan, Sara och Peter reser bakåt i tiden för att bevittna bibliska händelser.

## Svensk dubbning och distribution
Serien dubbades till svenska av Media Dubb.